# Inzai

Inzai (印西市 Inzai-shi?), este un municipiu din Japonia, prefectura Chiba.